# Mariakapel (Winthagen)

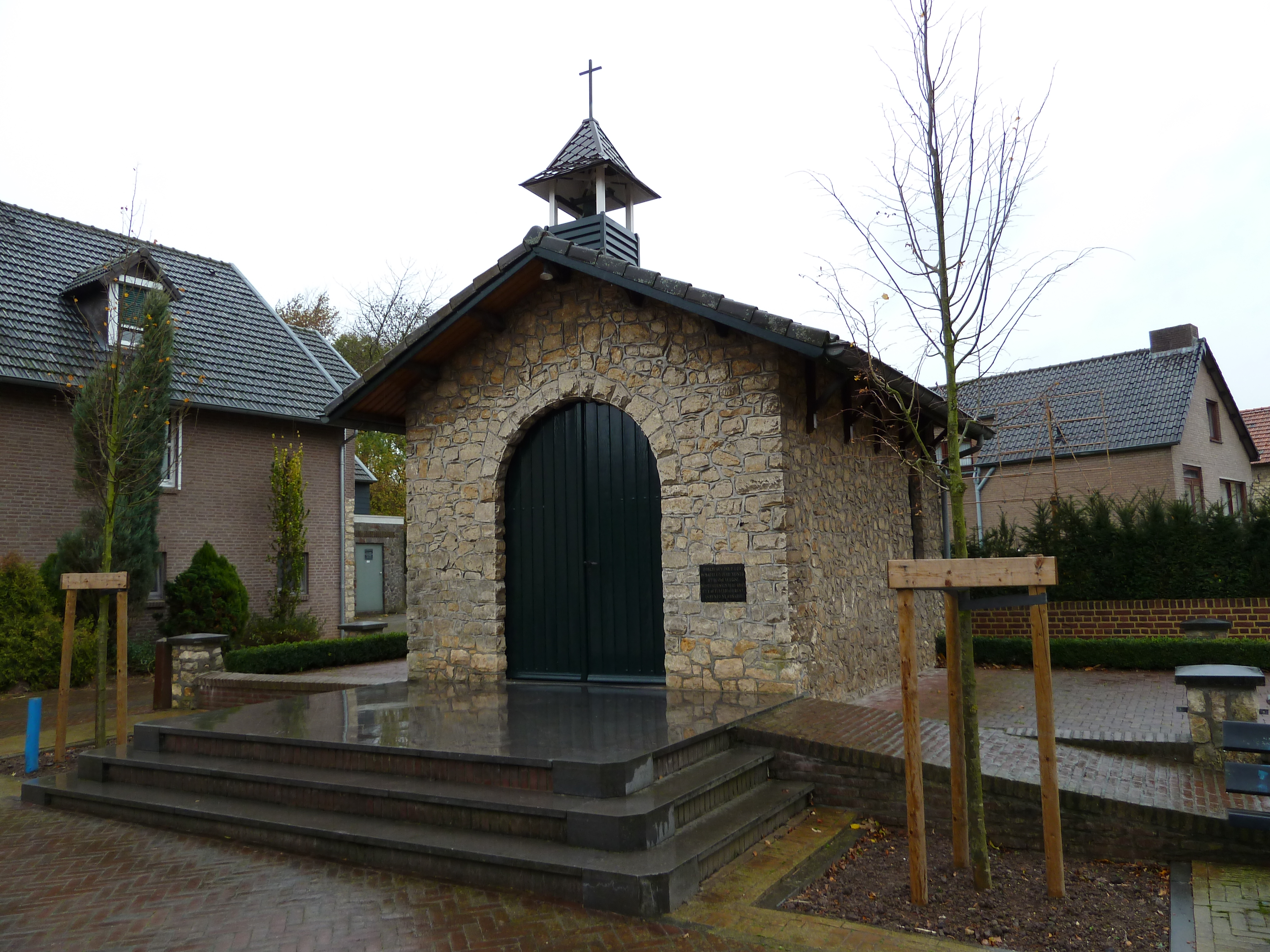
De Mariakapel

De Mariakapel is een wegkapel in Winthagen in de Nederlands Zuid-Limburgse gemeente Voerendaal. De kapel staat midden in de plaats aan een soort dorpspleintje in het rijksbeschermd gezicht Winthagen.
De kapel is gewijd aan Maria, specifiek aan Onze-Lieve-Vrouwe-Sterre-der-Zee.

## Geschiedenis
In 1951 werden de eerste bouwplannen gemaakt toen het beeld van Onze-Lieve-Vrouwe-Sterre-der-Zee op haar genadetocht een bezocht bracht aan Winthagen.
In 1955 werd de kapel gebouwd. Op 19 mei 1955 werd de kapel op Hemelvaartsdag ingezegend door bisschop Guillaume Lemmens.
In mei 2013 werd er in de kapel een kruisweg opgehangen die waarschijnlijk afkomstig is uit Wallonië.

## Bouwwerk
De kapel is in Kunradersteen opgetrokken op een rechthoekig plattegrond en wordt bereikt via platform en drie treden. Het bouwwerk wordt gedekt door een zadeldak met zwarte dakpannen en boven de frontgevel staat een dakruiter met daarop een ijzeren kruis. In de beide zijgevels is een rondboogvenster aangebracht. In de frontgevel bevindt zich de rondboogvormige toegang die afgesloten wordt met een dubbele groen geschilderde houten deur, met rechts naast de rondboog een gevelsteen met de tekst:

Posuit rev. par. P. Loo
in sacello quod Xristo
et beatae vergini
Winthagienses vere grati
et laeti dedicaverunt
in festo St. Rosarhii

Van binnen is de kapel met Kunradersteen bekleed. Op een wand zijn 14 reliëfs van kruiswegstaties opgehangen. Tegen de achterwand is het altaar geplaatst met daarop een sokkel een beeld van Maria met kind dat vervaardigd is door Jean Weerts. De sokkel beeldt een schip en een ster af, verwijzend naar de eretitel van Maria.